# Crudo (documental)
Crudo (en inglés Crude) es un documental estadounidense de 2009, producido y dirigido por Joe Berlinger, en el que se relata el caso de una demanda colectiva contra Chevron Corporation, en Ecuador, por contaminación con petróleo.

## Sinopsis
Durante 2006 y 2007 la película sigue el caso legal contra Chevron Corporation, por $27 mil millones en indemnizaciones y costas. Por los Campos Petroleros de Lago Agrio. Este caso es conocido como el Chernobyl Amazónico.
En esta demanda colectiva los demandantes son 30.000 ecuatorianos, que viven en la selva amazónica. Y reclaman indemnizaciones y reparaciones por la contaminación de la industria del petróleo. En la película se muestran los daños producidos, contaminación a la tierra y el agua, y se muestran daños a la salud como cáncer, leucemia, erupciones en la piel de infantes y otros.
En adición a esta lucha legal Crudo, muestra entrevistas de ambos lados, explora la influencia del caso en los medios, militancia de celebridades, el poder de las corporaciones multinacionales, el desplazamiento del poder político ecuatoriano, y la rápida desaparición de la cultura originaria envuelta en el caso. La película concluye con la predicción de que el caso no será resuelto por una década o menos.

## Estreno
La película se proyectó por primera vez en el Sundance Film Festival el 19 de enero de 2009.

## Entrevistas
- Juan Diego Perez
- Pocho Alvarez
- Joe Berlinger (productor de Crude)
- Michael Bonfiglio
- Sting (activista, artista y cofundador de Rainforest Foundation Fund)
- Trudie Styler (activista, productor, y cofundador de Rainforest Foundation Fund con su esposo Sting)
- Adolfo Callejas (abogado ecuatoriano de parte de Chevron-Texaco)
- Steve Donziger (abogado estadounidense de parte de los demandantes )
- Pablo Fajardo (abogado ecuatoriano de parte de los demandantes)
- Diego Larrea (abogado ecuatoriano de parte de Chevron-Texaco)
- Rafael Correa (Presidente de la República de Ecuador)
- Sara McMillen (Jefa de los científicos medioambientales de Chevron)
- Ricardo Reis Veiga (Consejero corporativo de Chevron Latin America)

## Críticas
Crudo fue comentada en el New York Times, LA Weekly, AlterNet, Howard Zinn y TV Ecuador.

## Enjuiciamiento al autor de Crudo
El 6 de mayo de 2010, el juez federal estadounidense Lewis Kaplan pide al autor de Crudo la entrega de 600 horas de filmación (que sirvieron para hacer la película) por petición de Chevron. Mientras tanto, el equipo legal de Berlinger apela la medida apoyándose en el Privilegio del Reportero.